# 玉田育子
玉田 育子（たまだ やすこ、6月30日 - ）は、日本の女性総合格闘家。東京都品川区出身。AACC所属。元VALKYRIEフライ級王者。

## 来歴
2002年10月14日、女子グラップリング大会「第1回GFC (Girl Fight Challenge)」に出場。
2004年5月16日、スマックガールのグラップリングトーナメントに出場。決勝で茂木康子と対戦し、判定負けで準優勝となった。
2005年4月29日、SGG 1Dayトーナメント2005 -48kg級に出場。決勝で尚美と対戦し、フロントスリーパーホールドで一本勝ちを収め優勝を果たした。
2006年6月11日、G-SHOOTOストロー級（-48kg）プラストーナメント決勝で吉田正子と対戦し、0-2の判定負けで準優勝となった。
2006年7月23日、SMACKGIRL GRAPPRING QUEEN TOURNAMENT 2006・フライ級（-48kg）に出場。決勝で兼谷絵里と対戦し、判定負けで準優勝となった。
2007年9月9日、ZST SWAT!-RX1で行なわれたZST初の女子試合で奥村ユカにチョークスリーパーで一本勝ち。
2007年9月24日、SMACKGIRL GRAPPRING QUEEN TOURNAMENT 2007・フライ級に出場。決勝で花澤直と対戦し、判定負けで準優勝となった。
2008年7月27日、DEEP初参戦となったDEEP 36 IMPACTで浜田福子と対戦し、3-0の判定勝ち。
2008年8月24日、ZST SWAT! in FACE vol.1でグラップリングタッグマッチに出場。
2008年8月31日、Giグラップリング2008 QUEEN TOURNAMENT・エキスパート48.0kg以下級（3名出場で玉田は決勝のみ）に出場。決勝で八木沼志保に勝利を収め優勝を果たした。
2008年11月8日、VALKYRIE旗揚げ戦VALKYRIE 01 CAGE FORCE-EXで大室奈緒子と対戦し、1-0の判定ドロー。
2009年2月4日、JEWELS初参戦となったJEWELS 2nd RINGで瀧本美咲と対戦し、3-0の判定勝ち。
2010年2月11日、VALKYRIE 04の女子フライ級（-46kg）初代チャンピオン決定トーナメント準決勝でハッピー福子と対戦し、3-0の判定勝ち。4月11日のVALKYRIE 05で決勝が行なわれる予定であったが、大室奈緒子の怪我により延期となり、玉田は関友紀子と対戦し、3-0の判定勝ち。6月19日、VALKYRIE 06で行なわれた決勝で大室奈緒子と対戦し、3-0の判定勝ちで王座を獲得した。
2010年11月28日、王座獲得後初戦となったVALKYRIE 08で47.0kg契約でスギロックと対戦し、0-3の判定負けを喫した。
2011年9月11日、JEWELS 16th RINGのJEWELS初代フェザー級女王決定トーナメント1回戦で石川菊代と対戦し、判定負けを喫した。
2014年9月6日、アメリカ合衆国ミズーリ州カンザスシティで開催されたInvicta FC 8のInvicta FCアトム級タイトルマッチで王者のミシェル・ウォーターソンに挑戦し、TKO負けを喫して王座獲得に失敗した。
2015年9月13日、VTJ 7thで浅倉カンナと対戦し、判定負けを喫した。

## 戦績

### 総合格闘技
| 総合格闘技 戦績 | 総合格闘技 戦績 | 総合格闘技 戦績 | 総合格闘技 戦績 | 総合格闘技 戦績 | 総合格闘技 戦績 | 総合格闘技 戦績 |
| --------------- | --------------- | --------------- | --------------- | --------------- | --------------- | --------------- |
| 35 試合         | (T)KO           | 一本            | 判定            | その他          | 引き分け        | 無効試合        |
| 18 勝           | 0               | 2               | 16              | 0               | 4               | 0               |
| 13 敗           | 1               | 1               | 11              | 0               | 4               | 0               |

| 勝敗 | 対戦相手                 | 試合結果                   | 大会名                                                                 | 開催年月日     |
| △    | 渡辺久江                 | 5分2R終了 判定0-1          | COLORS Produced by SHOOTO                                              | 2023年5月21日  |
| ○    | 天天さくら               | 5分2R終了 判定3-0          | SHOOTO GIG TOKYO Vol.33                                                | 2022年10月15日 |
| ×    | 古林礼名                 | 5分2R終了 判定1-2          | DEEP NAGOYA IMPACT 2022 公武堂ファイト                                 | 2022年7月24日  |
| ×    | 村上彩                   | 1R 3:33 腕ひしぎ十字固め   | DEEP TOKYO IMPACT 2021 2nd ROUND                                       | 2021年10月17日 |
| ×    | 古瀬美月                 | 5分2R終了 判定0-3          | DEEP JEWELS 28                                                         | 2020年2月24日  |
| ○    | KOTORI                   | 5分2R終了 判定3-0          | DEEP JEWELS 26                                                         | 2019年10月22日 |
| ○    | マドレーヌ               | 5分2R終了 判定3-0          | DEEP JEWELS 23                                                         | 2019年3月9日   |
| ×    | 浅倉カンナ               | 3分3R終了 判定0-3          | VTJ 7th                                                                | 2015年9月13日  |
| ×    | ミシェル・ウォーターソン | 3R 4:58 TKO（パンチ）      | Invicta FC 8: Waterson vs. Tamada 【Invicta FCアトム級タイトルマッチ】 | 2014年9月6日   |
| ○    | 関友紀子                 | 5分2R終了 判定3-0          | DEEP JEWELS 1                                                          | 2013年8月31日  |
| ○    | 高野聡美                 | 5分2R終了 判定3-0          | JEWELS 22nd RING                                                       | 2012年12月15日 |
| ○    | 大室奈緒子               | 2R 1:05 腕ひしぎ十字固め   | JEWELS 20th RING                                                       | 2012年7月21日  |
| ×    | スギロック               | 5分2R終了 判定0-2          | JEWELS 19th RING                                                       | 2012年5月26日  |
| ×    | SACHI                    | 5分2R終了 判定1-2          | JEWELS 17th RING                                                       | 2011年12月17日 |
| ×    | 石川菊代                 | 5分2R終了 判定0-3          | JEWELS 16th RING 【JEWELS初代フェザー級女王決定トーナメント1回戦】     | 2011年9月11日  |
| ×    | スギロック               | 3分3R終了 判定0-3          | VALKYRIE 08                                                            | 2010年11月28日 |
| ○    | 大室奈緒子               | 5分3R終了 判定3-0          | VALKYRIE 06 【女子フライ級初代チャンピオン決定トーナメント 決勝】      | 2010年6月19日  |
| ○    | 関友紀子                 | 3分3R終了 判定3-0          | VALKYRIE 05                                                            | 2010年4月11日  |
| ○    | ハッピー福子             | 3分3R終了 判定3-0          | VALKYRIE 04 【女子フライ級初代チャンピオン決定トーナメント 準決勝】    | 2010年2月11日  |
| ○    | 瀧本美咲                 | 5分2R終了 判定3-0          | JEWELS 2nd RING                                                        | 2009年2月4日   |
| △    | 大室奈緒子               | 3分3R終了 判定1-0          | VALKYRIE 01 CAGE FORCE-EX                                              | 2008年11月8日  |
| ○    | 浜田福子                 | 5分2R終了 判定3-0          | DEEP 36 IMPACT                                                         | 2008年7月27日  |
| ○    | 永易加代                 | 5分2R終了 判定2-0          | 修斗                                                                   | 2008年6月26日  |
| ○    | 村浪真穂                 | 5分2R終了 判定3-0          | SMACKGIRL 7th ANNIVERSARY 〜Starting Over〜                            | 2007年12月26日 |
| ○    | 奥村ユカ                 | 1R 7:34 チョークスリーパー | ZST SWAT!-RX1                                                          | 2007年9月9日   |
| ○    | 吉田正子                 | 5分2R終了 判定3-0          | SMACKGIRL IN サマフェス!!                                              | 2007年7月26日  |
| ○    | 永易加代                 | 5分2R終了 判定3-0          | 修斗 BATTLE MIX TOKYO 02                                               | 2007年3月30日  |
| ○    | 関友紀子                 | 5分2R終了 判定3-0          | SMACKGIRL 2006 〜極女伝説〜                                            | 2006年11月29日 |
| ×    | Edge                     | 5分2R終了 判定0-3          | SMACKGIRL 2006 〜群女割拠〜                                            | 2006年9月15日  |
| ×    | 吉田正子                 | 5分2R終了 判定0-2          | G-SHOOTO plus 06 【G-SHOOTO ストロー級プラストーナメント 決勝】        | 2006年6月11日  |
| △    | 永易加代                 | 5分2R終了 判定0-0          | G-SHOOTO JAPAN 05 【G-SHOOTO ストロー級プラストーナメント 準決勝】     | 2006年5月6日   |
| △    | 兼谷絵里                 | 5分2R終了 判定1-0          | G-SHOOTO JAPAN 04 【G-SHOOTO ストロー級プラストーナメント 1回戦】      | 2006年3月11日  |
| ×    | 吉田正子                 | 5分2R終了 判定1-2          | SMACKGIRL-F 2005 〜下北実験リーグ Round1〜                             | 2005年10月15日 |
| ×    | 古舘由紀                 | 5分2R終了 判定1-2          | G-SHOOTO Plus 03                                                       | 2005年9月16日  |
| ○    | 村浪真穂                 | 5分2R終了 判定2-1          | G-SHOOTO Plus 02                                                       | 2005年7月12日  |

### グラップリング
| 勝敗 | 対戦相手   | 試合結果                           | 大会名                                                                                                | 開催年月日     |
| ○    | 八木沼志保 | ポイント2-2 アドバンテージ3-0      | Giグラップリング2008 【Giグラップリング2008 QUEEN TOURNAMENT エキスパート 48.0kg以下級 決勝】         | 2008年8月31日  |
| ×    | 花澤直     | 判定2-7                            | SMACKGIRL GRAPPRING QUEEN TOURNAMENT 2007 【フライ級 決勝】                                           | 2007年9月24日  |
| ○    | 小寺麻美   | 2:36 ハンドチョーク                | SMACKGIRL GRAPPRING QUEEN TOURNAMENT 2007 【フライ級 準決勝】                                         | 2007年9月24日  |
| ○    | 日下美代子 | 1:01 チョークスリーパー            | SMACKGIRL GRAPPRING QUEEN TOURNAMENT 2007 【フライ級 1回戦】                                          | 2007年9月24日  |
| ×    | 兼谷絵里   | 判定2-4                            | SMACKGIRL GRAPPRING QUEEN TOURNAMENT 2006 【フライ級 決勝】                                           | 2006年7月23日  |
| ○    | 大室奈緒子 | 判定13-0                           | SMACKGIRL GRAPPRING QUEEN TOURNAMENT 2006 【フライ級 2回戦】                                          | 2006年7月23日  |
| ○    | berry15    | 不戦勝                             | SMACKGIRL GRAPPRING QUEEN TOURNAMENT 2006 【フライ級 1回戦】                                          | 2006年7月23日  |
| ○    | 尚美       | 1R 3:08 フロントスリーパーホールド | SMACKGIRL F 〜5月病をブッ飛ばせ! 夏も近いぞスマックF祭〜 【SGG 1Dayトーナメント2005 -48kg級 決勝】    | 2005年4月29日  |
| ○    | 川村静代   | 4分2R終了 判定2-0                  | SMACKGIRL-F 2005 〜今年もやるぞ！ スマックF祭り〜 【SGG 1Dayトーナメント2005 -48kg級 1回戦】          | 2005年4月29日  |
| ×    | 茂木康子   | 4分2R終了 判定0-3                  | SMACKGIRL F 〜5月病をブッ飛ばせ! 夏も近いぞスマックF祭〜 【SGG 1Dayトーナメント2004 ライト級 決勝】   | 2004年5月16日  |
| ○    | 村野麻子   | 1R 0:48 フロントスリーパー         | SMACKGIRL F 〜5月病をブッ飛ばせ! 夏も近いぞスマックF祭〜 【SGG 1Dayトーナメント2004 ライト級 準決勝】 | 2004年5月16日  |
| ○    | 野口若菜   | 1R 1:36 アームロック               | SMACKGIRL F 〜5月病をブッ飛ばせ! 夏も近いぞスマックF祭〜 【SGG 1Dayトーナメント2004 ライト級 1回戦】  | 2004年5月16日  |
| ○    | 茂木康子   |                                    | 全日本修斗グラップリング選手権大会 【女子ストロー級 決勝】                                            | 2004年2月29日  |
| ○    | 藤岡久美子 | 1R 1:58 スリーパーホールド         | 第2回GFC【スタンド・グラップリングルール】                                                            | 2003年3月29日  |
| ×    | 浅山尚子   | 3分3R終了 判定0-3                  | 女子格闘技Gals【スタンド・グラップリングルール】                                                      | 2003年5月22日  |
| ○    | 大和田小絵 | 1R 2:47 腕ひしぎ十字固め           | 第1回GFC【スタンド・グラップリングルール】                                                            | 2002年10月14日 |
| ×    | 松島帆の帆 | 1R 2:31 腕ひしぎ十字固め           | 第1回GFC【スタンド・グラップリングルール】                                                            | 2002年10月14日 |

### グラップリングタッグマッチ
| 勝敗 | 対戦相手                                     | 試合結果          | 大会名                  | 開催年月日    |
| △    | 船越あゆみ&合庭未記 （パートナー：杉内由紀） | 10分終了 時間切れ | ZST SWAT! in FACE vol.1 | 2008年8月24日 |

## 獲得タイトル
- 初代VALKYRIEフライ級王座